# Disco solar (mitología)
| N5 |

| N5 |

Disco solar sobre la cabeza de la vaca celeste Hathor.

Jonsu como halcón, llevando un disco lunar.

Un disco solar es un objeto simbólico de la mitología egipcia. Muy frecuentemente, simboliza el sol, pero también puede referirse a la luna, siendo en este caso llamado disco lunar.
El jeroglífico egipcio sol es el signo N5 en la lista de Gardiner para "disco solar".
Es también uno de los jeroglíficos que representa al dios Ra, el dios del sol. A menudo es representado con una cabeza de halcón sobre la que se coloca el disco solar protegido por una cobra protectora.
Muchas divinidades egipcias portan este disco solar, especialmente la vaca celeste Hathor, el escarabajo dios solar Jepri o Isis, madre de Horus.
Atón, durante el reinado de Ajenatón, es representado bajo la forma de un disco solar, cuyos rayos terminan en manos, que llevan la llave de la vida, el anj.
El disco solar puede tener alas a cada lado (disco solar alado), o tener un uraeus en el centro (disco solar con uraeus).

## Disco solar alado

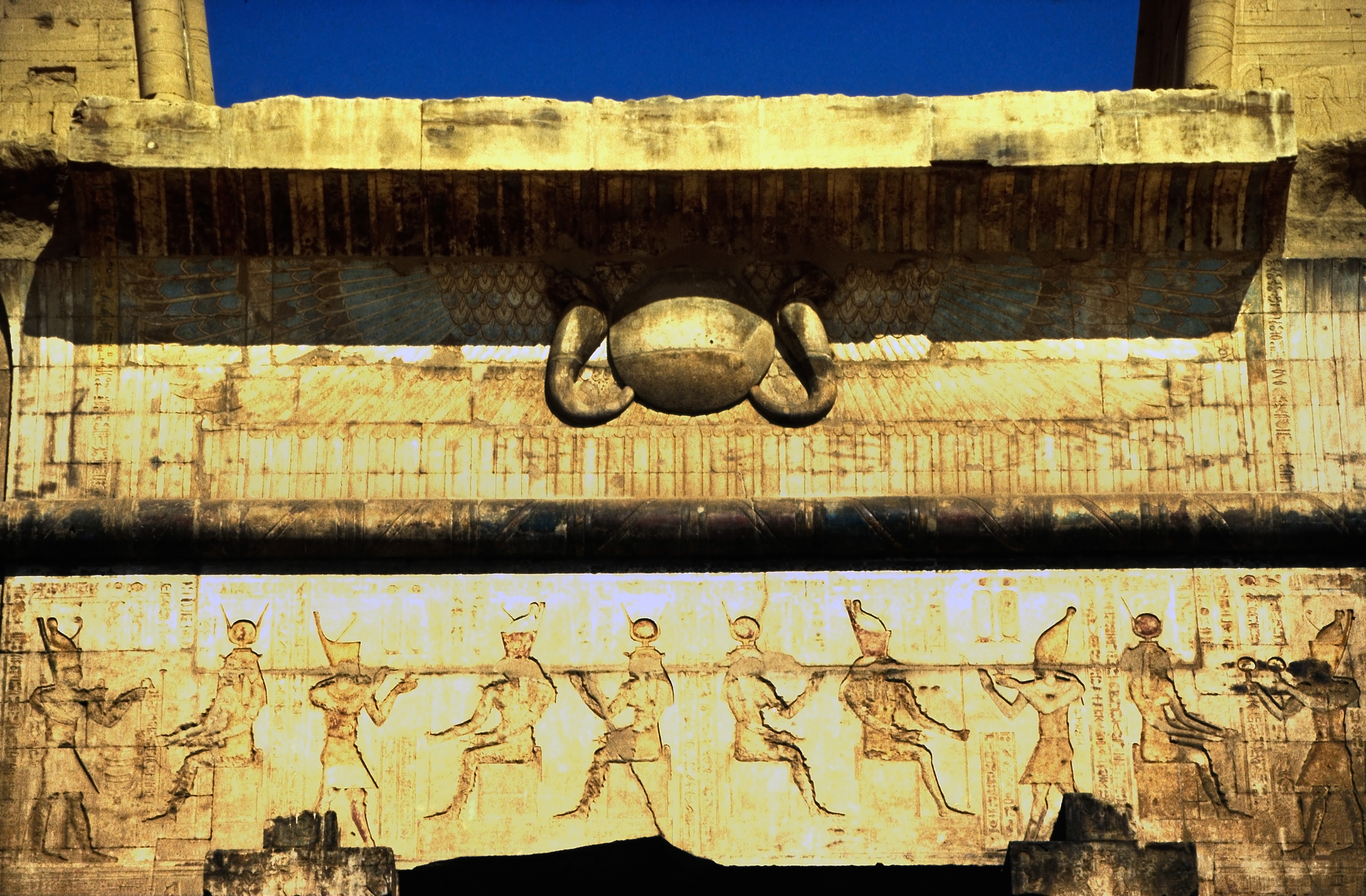
Disco solar alado a la entrada del templo de Edfu.

En el Antiguo Egipto, el disco solar alado se ha considerado un símbolo de protección. Se encuentra en estelas y en las golas o encima de las puertas de los templos desde el Reino Medio y solo durante el período ptolemaico, aunque raramente, fue utilizado como amuleto protector. 
Se le llamaba el Behdety, por estar asociado al dios Behdety, que muy tempranamente se fusionó con Horus y luego fue conocido como Horus de Behdet (el antiguo nombre de Edfu). También es conocido como el "gran volador", y en su forma femenina se asocia con Hathor.
También han existido discos solares alados en otras culturas antiguas, como la sumeria, la asiria y la hitita. 